# Nikoli več vojske
Nikoli več vojske je drama Joke Žigona iz leta 1939. Prvič objavljena v reviji Dom in Svet, ponatisnjena leta 1983 v Loških razgledih.

## O drami
Drama potrjuje rek, da vojska ne prinese nobene rešitve. Nastala je, ko se je že slutilo, da bo prišlo do nove svetovne vojne. Igra je polna pretresljivih prizorov, ki se obračajo proti vojnim hujskačem, militaristom, nacionalistom, tudi zoper politike in brezčutne kapitaliste. 
Posamezne slike so imenovane: 1. Pred viharjem, 2. Zeleni kader, 3. Bombe, 4. Miserere, Domine, 5. Blizu groba, 6. Nikdar več!

## Vsebina
Dogaja se v bližnji prihodnosti v Evropi in prikazuje grozote totalne vojne: tovarno za pline, poulične orgije ob vojni napovedi, bombardiranja mest, žene in otroke, pogrebe nedolžnih žrtev, ljudske upore in socialne prevrate, popolno uničenje in na koncu spoznanje o nesmislu vojne. Ena izmed žrtev – inženir Vid Pipan, ki se je trudil, da izumi sredstvo zoper plinsko zastrupljanje – pred smrtjo zdravniku izroči svoje papirje z vzdihom: Odpuščam tebi, Evropa!